# Giosuè Ligios
Giosuè Stefano Ligios (ur. 26 grudnia 1928 w Bitti, zm. 9 grudnia 2021 w Nuoro) – włoski polityk i samorządowiec, senator VI, VII i VIII kadencji, poseł do Parlamentu Europejskiego I i II kadencji.

## Życiorys
Urodził się jako czwarte z dwanaściorga dzieci. Do dwudziestego roku życia pracował jako pasterz. W 1952 zdał maturę, a cztery lata później dzięki stypendium ukończył studia rolnicze na Università Cattolica di Piacenza. Został m.in. dyrektorem agencji rozwoju rolnictwa na Sardynii.
Zaangażował się w działalność polityczną w ramach Chrześcijańskiej Demokracji. W 1964 został prezydentem prowincji Nuoro, w 1969 wybrano go do rady regionu Sardynia. Od lutego do listopada 1970 był członkiem lokalnych władz Sardynii, odpowiedzialnym za sprawy ogólne, lokalne urzędy i kadry. Od 1972 do 1979 zasiadał w Senacie, od marca do lipca 1979 zajmował stanowisko sekretarza stanu w ministerstwie skarbu. W 1979 i 1984 uzyskiwał mandat posła do Parlamentu Europejskiego. Przystąpił do Europejskiej Partii Ludowej, od 1981 do 1987 zasiadał w jej prezydium. Został przewodniczącym Delegacji ds. stosunków z państwami Ameryki Południowej (1985–1987), a także wiceprzewodniczącym Komisji ds. Rolnictwa (1981–1983) oraz Delegacji ds. stosunków z państwami Ameryki Środkowej i Grupy Contadora (1989). Później zajął się prowadzeniem własnej winnicy.
Żonaty, ma pięcioro dzieci.